# Zbigniew Zieliński (duchowny)
Zbigniew Jan Zieliński (ur. 14 stycznia 1965 w Gdańsku) – polski duchowny rzymskokatolicki, doktor socjologii, biskup pomocniczy gdański w latach 2015–2022, biskup koadiutor koszalińsko-kołobrzeski w latach 2022–2023, biskup diecezjalny koszalińsko-kołobrzeski w latach 2023–2025, administrator apostolski sede vacante archidiecezji szczecińsko-kamieńskiej w 2024, arcybiskup metropolita poznański od 2025.

## Życiorys
Urodził się 14 stycznia 1965 w Gdańsku jako jedno z trojga dzieci Ruperta i Teresy z domu Karczewskiej. Kształcił się w miejscowym Technikum Budowy Okrętów. W 1985 złożył egzamin dojrzałości, po czym rozpoczął studia filozoficzno-teologiczne w Gdańskim Seminarium Duchownym. W ich trakcie praktykował w Areszcie Śledczym w Gdańsku i w pallotyńskim domu opieki społecznej dla osób upośledzonych w Gdańsku. 18 maja 1991 w bazylice konkatedralnej Wniebowzięcia Najświętszej Maryi Panny w Gdańsku został wyświęcony na prezbitera przez miejscowego biskupa diecezjalnego Tadeusza Gocłowskiego. Inkardynowany został do diecezji gdańskiej (od 1992 archidiecezji). Od 1995 kontynuował studia na Wydziale Kościelnych Nauk Historycznych i Społecznych Akademii Teologii Katolickiej. Uzyskał licencjat z katolickiej nauki społecznej, a także doktorat z socjologii na podstawie obronionej w 2004 dysertacji Przekaz wartości religijnych w zreformowanej polskiej szkole publicznej po 1990 roku.
W latach 1991–1999 pracował jako wikariusz w parafii Matki Boskiej Bolesnej w Gdańsku, a w latach 1999–2000 w parafii archikatedralnej Trójcy Świętej w Gdańsku, po czym pozostał w tej parafii do 2004 jako pomoc duszpasterska i rezydent. Następnie był proboszczem: w latach 2004–2007 parafii św. Michała Archanioła w Sopocie, w latach 2007–2014 parafii archikatedralnej Trójcy Świętej w Gdańsku, a w latach 2014–2015 parafii konkatedralnej Wniebowzięcia Najświętszej Maryi Panny w Gdańsku. Ponadto w 2007 pełnił funkcję dziekana dekanatu Sopot, a w latach 2007–2014 dziekana dekanatu Gdańsk Oliwa. W latach 2000–2008 był dyrektorem wydziału duszpasterskiego gdańskiej kurii. Należał do rady duszpasterskiej, rady kapłańskiej, kolegium konsultorów i rady ds. ekonomicznych. W latach 2020–2021 pełnił funkcję dyrektora ekonomicznego archidiecezji. Był kapelanem Zakładu Karnego w Gdańsku-Przeróbce, duszpasterzem m.in. studentów, leśników i Kościelnej Służby Mężczyzn „Semper Fidelis”. Brał udział w przygotowaniach wizyty papieskiej w Trójmieście w 1999, a także w pracach III Synodu Gdańskiego. Był odpowiedzialny za trwającą sześć lat peregrynację obrazu Jezusa Miłosiernego po archidiecezji i renowację zabytkowych kościołów. W 2005 został kanonikiem honorowym, a w 2008 prałatem kapitulnym, Kapituły Archikatedralnej Gdańskiej, w latach 2013–2014 pełnił funkcję prepozyta tej kapituły. W 2007 otrzymał godność kapelana Jego Świątobliwości.
W Gdańskim Seminarium Duchownym objął wykłady z teologii pastoralnej, a na Uniwersytecie Gdańskim z socjologii religii. Współpracował z gdańskim oddziałem TVP, a także Radiem Plus, gdzie prowadził audycję Słowo o Ewangelii.
26 września 2015 papież Franciszek mianował go biskupem pomocniczym archidiecezji gdańskiej ze stolicą tytularną Medeli. Święcenia biskupie otrzymał 24 października 2015 w bazylice archikatedralnej Trójcy Świętej w Gdańsku-Oliwie. Udzielił mu ich Sławoj Leszek Głódź, arcybiskup metropolita gdański, w asyście arcybiskupa Celestina Migliorego, nuncjusza apostolskiego w Polsce, i Tadeusza Gocłowskiego, arcybiskupa seniora gdańskiego. Jako zawołanie biskupie przyjął słowa „Ut unum sint” (Aby byli jedno). Od 2016 sprawował urząd wikariusza generalnego archidiecezji. Należał do rady kapłańskiej i kolegium konsultorów. W 2021 ponownie objął urząd prepozyta Kapituły Archikatedralnej Gdańskiej.
10 marca 2022 papież Franciszek przeniósł go na urząd biskupa koadiutora diecezji koszalińsko-kołobrzeskiej, który objął 16 marca 2022. W diecezji został wikariuszem generalnym, przewodniczącym komisji ds. formacji stałej prezbiterów, wszedł w skład kolegium konsultorów i rady kapłańskiej, zasiadł w komisji głównej II Synodu Diecezji Koszalińsko-Kołobrzeskiej. 2 lutego 2023, po przyjęciu przez papieża rezygnacji biskupa Edwarda Dajczaka, objął kanonicznie urząd biskupa diecezjalnego. Ingres do katedry Niepokalanego Poczęcia Najświętszej Maryi Panny w Koszalinie odbył 4 marca 2023, a dzień później do bazyliki konkatedralnej Wniebowzięcia Najświętszej Maryi Panny w Kołobrzegu.
24 lutego 2024 papież Franciszek mianował go administratorem apostolskim sede vacante archidiecezji szczecińsko-kamieńskiej. Zarząd nad archidiecezją sprawował od 26 lutego do 25 października 2024.
19 marca 2025 papież Franciszek przeniósł go na urząd arcybiskupa metropolity poznańskiego. Do czasu kanonicznego objęcia archidiecezji poznańskiej został administratorem diecezji koszalińsko-kołobrzeskiej. 1 maja 2025 kanonicznie przejął archidiecezję i odbył ingres do bazyliki archikatedralnej Świętych Apostołów Piotra i Pawła w Poznaniu. 29 czerwca 2025 w bazylice św. Piotra w Watykanie papież Leon XIV nałożył na niego paliusz.
W Konferencji Episkopatu Polski w 2021 został członkiem Rady ds. Społecznych, w 2023 Komisji Rewizyjnej, a w 2025 Komisji Wspólnej Przedstawicieli Rządu RP i KEP, ponadto w 2025 objął stanowisko delegata ds. Duszpasterstwa Ludzi Pracy. W 2022 był współkonsekratorem podczas sakry biskupa pomocniczego gdańskiego Piotra Przyborka.